# Stenobothrus clavatus
Stenobothrus clavatus är en insektsart som beskrevs av Willemse, F.M.H. 1979. Stenobothrus clavatus ingår i släktet Stenobothrus och familjen gräshoppor. Inga underarter finns listade i Catalogue of Life.